# Cryptomonadales
Cryptomonadales — порядок протистів з відділу криптофіти (Cryptophyta). Тільки Cryptomonadales містить відомі фотосинтетичні види криптофітів.

## Спосіб життя
Вони найчастіше зустрічаються в океанічних середовищах існування під час глибинного максимуму хлорофілу. Вони також зустрічаються в прісноводних водоймах та лиманах. У лиманах його присутність негативно корелює з температурою та кількістю діатомових водоростей, а позитивно — з концентрацією іонів амонію. рРНК Cryptomonadales є найпоширенішою еукаріотичною рРНК у поліметалічних відкладеннях північної частини Тихого океану.

## Родини
Класифікація згідно з AlgaeBase:
- Butschliellaceae Skvortzov, 1968
- Campylomonadaceae B.L.Clay, P.Kugrens & R.E.Lee, 1999
- Cryptochrysidaceae Pascher
- Cryptomonadaceae Ehrenberg, 1831
- Hilleaceae Butcher, 1967

Також часто включають до Cryptomonadales:
- Baffinellaceae Daugbjerg & Norlin, 2018
- Cyathomonadaceae Pringsheim, 1944
- Hemiselmidaceae Butcher ex P.C.Silva
- Pleuromastigaceae.